# André Nascimento
André Luiz da Silva Nascimento (* São João de Meriti, 4 de marzo de 1979 - ) es un jugador de voleibol brasileño, conocido por jugar en la posición de oposición y poseer una cortada y saque fuertes.
André Nascimento es padre de Kalel Nascimento.
André es también integrante de la Selección masculina de voleibol de Brasil. Entre los títulos conseguidos con Brasil se encuentran la Medalla de Oro Olímpica en el 2004 y la Medalla de Plata en el 2008.

## Clubs
| Club                    | País   | De        | A         |
| Minas Belo Horizonte    | Brasil | 1999-2000 | 2001-2002 |
| Panathinaikos Athènes   | Grecia | 2002-2003 | 2003-2004 |
| Wizard Suzano São Paulo | Brasil | 2004-2005 | 2004-2005 |
| Itas Trento             | Italia | 2005-2006 | 2006-2007 |
| Pallavolo Modena        | Italia | 2007-2008 | 2007-2008 |
| Minas Belo Horizonte    | Brasil | 2008-2009 | 2010-2011 |